# Lousada (Germade)
Lousada (llamada oficialmente Santo André de Lousada) es una parroquia española del municipio de Germade, en la provincia de Lugo, Galicia.

## Otras denominaciones
La parroquia también es conocida por el nombre de San Andrés de Lousada.

## Organización territorial
La parroquia está formada por treinta y cuatro entidades de población, constando treinta y una de ellas en el nomenclátor del Instituto Nacional de Estadística español:

### Entidades de población
Entidades de población que forman parte de la parroquia:
- A Abelleira
- A Besura (A Vesura)
- A Casavella
- A Costa
- A Penamusga
- A Penela
- Ameixido
- As Casasnovas (As Casas Novas)
- As Regas (A Rega)
- A Veiga
- Bustorredondo (Busto Redondo)
- Carba (A Carba)
- Carbeta
- Choutar
- Folgoso
- Furco de Abaixo
- Gandia
- Garrona (A Garrona)
- Goía
- O Armil (Armil)
- O Campo da Feira
- O Casal
- O Corno
- O Moíñonovo (O Muíño Novo)
- O Pazo
- O Porto
- Orxás
- O Sumeiro
- O Vieiro
- Pía (A Pía)
- Teixido
- Uzal (O Uzal)
- Vilachá

### Despoblado
Despoblado que forma parte de la parroquia:
- As Penelas

## Demografía
| Gráfica de evolución demográfica de Lousada entre 2000 y 2019 |
|                                                               |
| Datos según el nomenclátor publicado por el INE.              |